# Rheinwald (Ketsch)

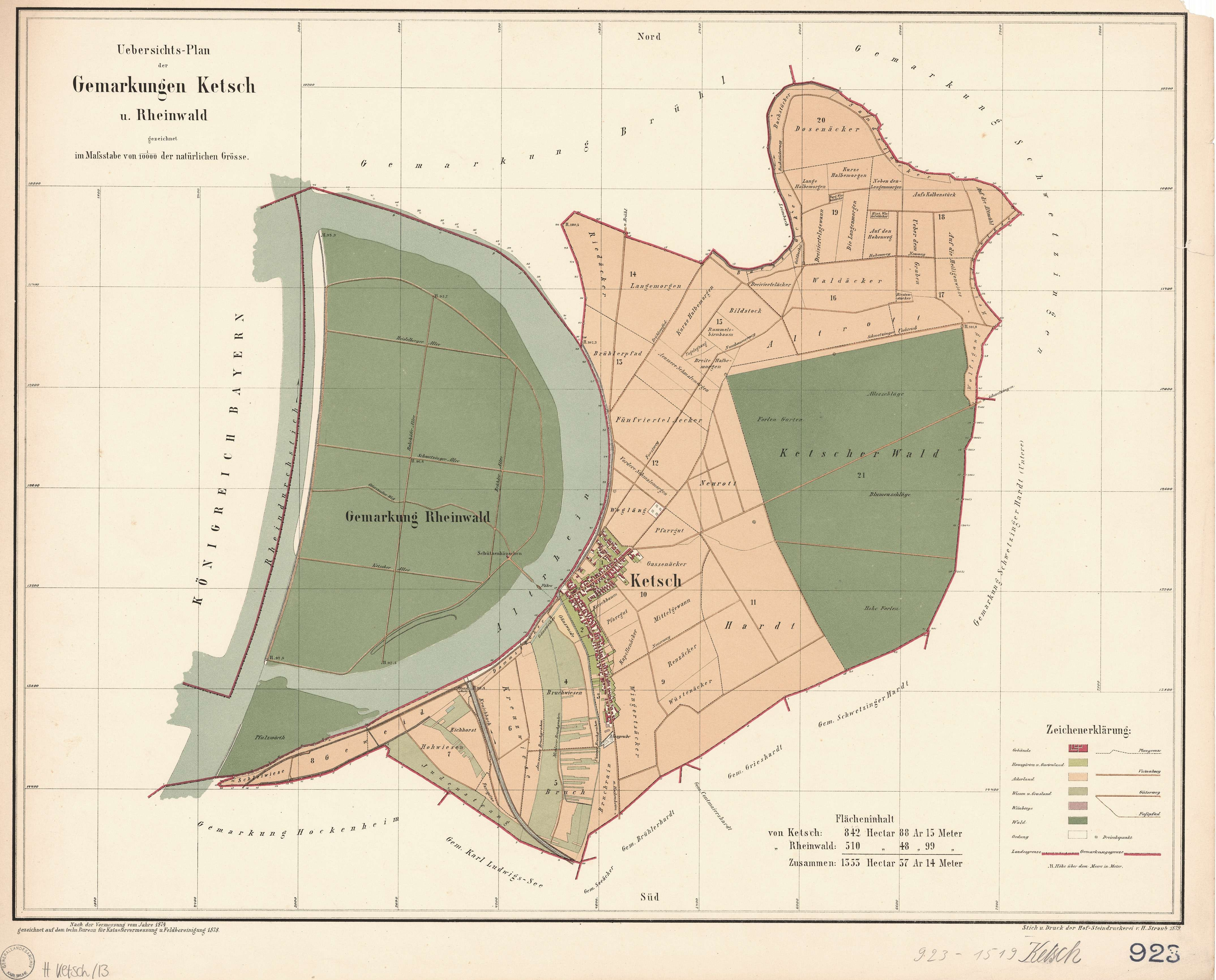
Gemarkungsplan Ketsch und Rheinwald 1878

Der Rheinwald war bis 1931 als eigenständige Gemarkung ein gemeindefreies Gebiet im Westen des heutigen Rhein-Neckar-Kreises.

## Lage und Größe
Der Rheinwald lag im Bereich der Auwälder des Rheins, im Sinne der Gliederung Deutschlands in Naturräume in der Speyerer Rheinniederung, Teil der Nördlichen Oberrheinniederung. Die Westgrenze bildete der Rhein, im Osten verlief bogenförmig der Altarm. Im Norden grenzte es an die Brühler, im Osten die Ketscher und ganz im Süden für ein kurzes Stück die Hockenheimer Gemarkung. Das unbewohnte Gebiet gehörte verwaltungsmäßig zum Amtsbezirk Schwetzingen und hatte eine Fläche von 510,49 Hektar.

## Geschichte

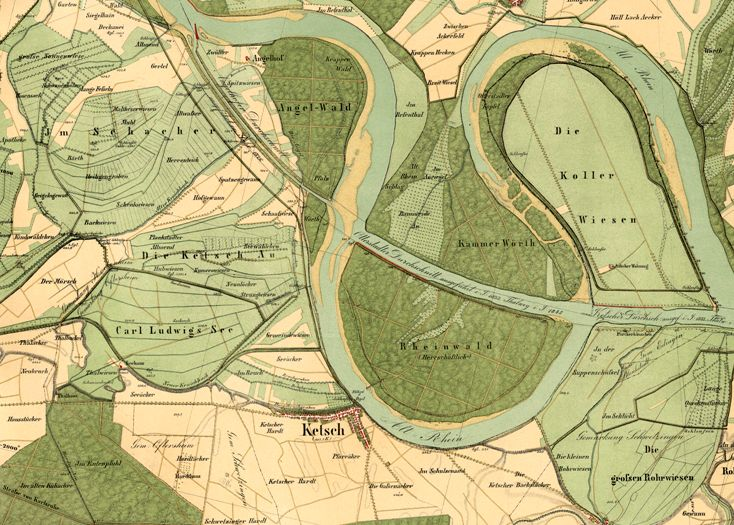
Durchstich bei Ketsch, Karte von 1856

Das Gebiet war ursprünglich weit überwiegend Teil des Gemeindewalds von Otterstadt im heutigen Rhein-Pfalz-Kreis, das infolge der Rheinbegradigung auf dem gegenüberliegenden Flussufer zu liegen kam. 1839 wurde der Übergang von der damals bayrischen Pfalz an das Großherzogtum Baden vollzogen. Ganz im Süden lag mit dem Pfalzwörth ein durch den gleichen Durchstich vom Rest des Angelwaldes abgetrenntes kleines Stück, das bereits zuvor zu Baden gehört hatte. Eigentumsrechtlich vom Staat übernommen, wurde das Gebiet als eigenständige Gemarkung und gemeindefreies Gebiet eingestuft.
Bereits 1912 hatte Ketsch beantragt, den Rheinwald zugeteilt zu bekommen, war damit aber erfolglos geblieben. In der Badischen Gemeindeordnung von 1921 war die Auflösung der gemeindefreien Gebiete festgelegt worden. Am 1. April 1931 wurde der Rheinwald schließlich Ketsch zugewiesen, ein Antrag der Gemeinde Brühl auf den Nordteil blieb unberücksichtigt.

## Der Rheinwald heute
Das Gebiet der ehemaligen Gemarkung bildet seit 1950 den wesentlichen Teil des 476,4 Hektar großen Naturschutzgebietes Ketscher Rheininsel.